# Alturas (Kalifornien)
Alturas ist der County Seat von Modoc County im Norden des US-Bundesstaates Kalifornien mit 2715 Einwohnern (Stand: 2020).

## Geographie
Alturas befindet sich am Ufer des Pit River. Die Stadt hat eine Fläche von 5,7 km². Die geographischen Koordinaten sind 41° 29′ N, 120° 33′ W.

## Geschichte

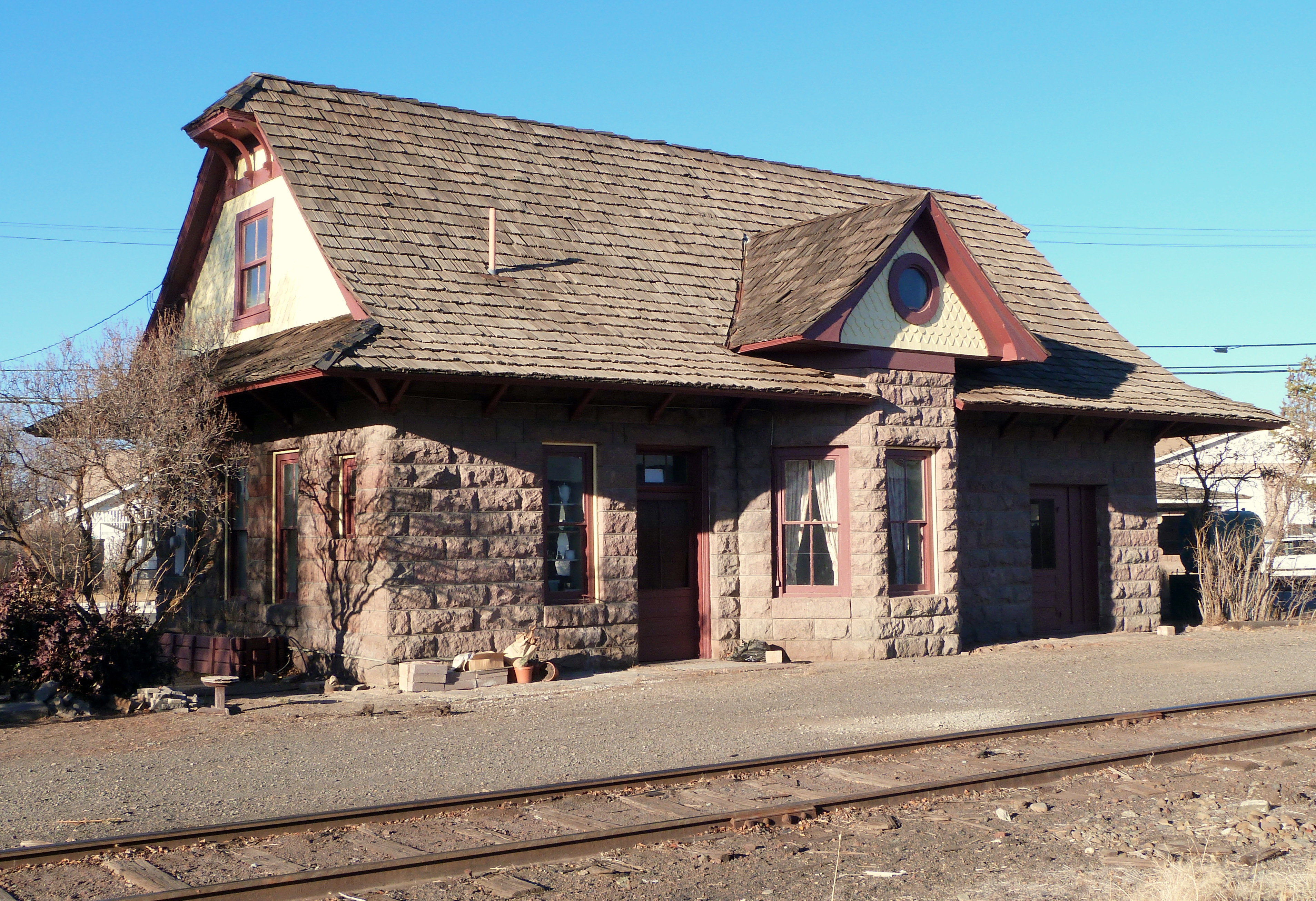
Ehemaliger Bahnhof der Nevada-California-Oregon Railway

Die Gegend wurde ursprünglich als Dorris Bridge bezeichnet. Diesen Namen verdankt sie Presley Dorris, der hier eine Brücke über den Pit River errichtete. Den heutigen Namen erhielt sie erst 1876. Im Jahr 1901 erhielt sie offiziell das Stadtrecht. Im Dezember 1908 erreichte die in 3-Fuß-Spurweite (914 mm) angelegte Nevada-California-Oregon Railway die Stadt. Sie wurde 1926 von der Southern Pacific übernommen, welche die Strecke zwischen 1927 und 1928 auf Normalspur umbaute. Der Bahnhof der Schmalspurbahn ist erhalten.  

## Demographie
Laut der Volkszählung 2010 verteilten sich die 2827 Einwohner auf 1238 Haushalte. Die Bevölkerungsdichte lag bei 496 Einw./km². 86 % bezeichneten sich als Weiße, 0,5 % als Afroamerikaner, 2,9 % als Indianer, 1,6 % als Asian Americans, 4,2 % gaben die Angehörigkeit zu einer anderen Ethnie und 4,6 % zu mehreren Ethnien an. 12,3 % der Bevölkerung bestand aus Hispanics oder Latinos.
Im Jahr 2010 lebten in 31,6 % aller Haushalte Kinder unter 18 Jahren sowie 27 % aller Haushalte Personen mit mindestens 65 Jahren. 60,8 % der Haushalte waren Familienhaushalte (bestehend aus verheirateten Paaren mit oder ohne Nachkommen bzw. einem Elternteil mit Nachkomme). Die durchschnittliche Größe eines Haushalts lag bei 2,27 Personen und die durchschnittliche Familiengröße bei 2,85 Personen.
27,5 % der Bevölkerung waren jünger als 20 Jahre, 22,7 % waren 20 bis 39 Jahre alt, 27,7 % waren 40 bis 59 Jahre alt und 22,1 % waren mindestens 60 Jahre alt. Das mittlere Alter betrug 39,9 Jahre. 48,1 % der Bevölkerung waren männlich und 51,9 % weiblich.
Der Median des Einkommens je Haushalt lag 2017 bei 32.411 US-Dollar. 19 % der Bevölkerung lebten unterhalb der Armutsgrenze.

## Nachweise
1. ↑  Nevada-California-Oregon. Abgerufen am 2. Januar 2022.
2. ↑  U. S. Census Bureau: American FactFinder - Community Facts. Archiviert vom Original am 8. Januar 2015; abgerufen am 22. März 2024 (englisch).